# Bach (Adelsgeschlecht)

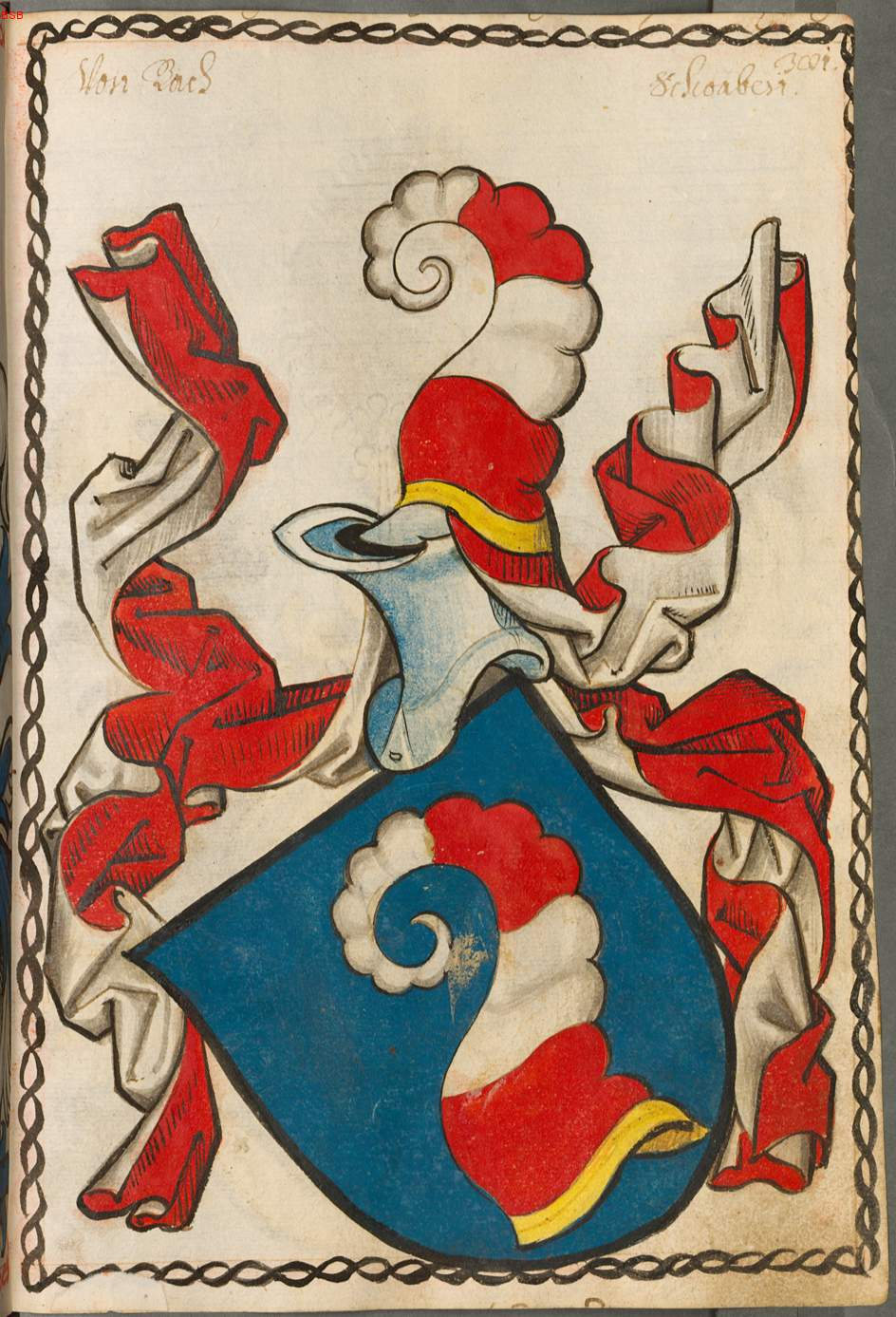
Wappen der Herren von Bach

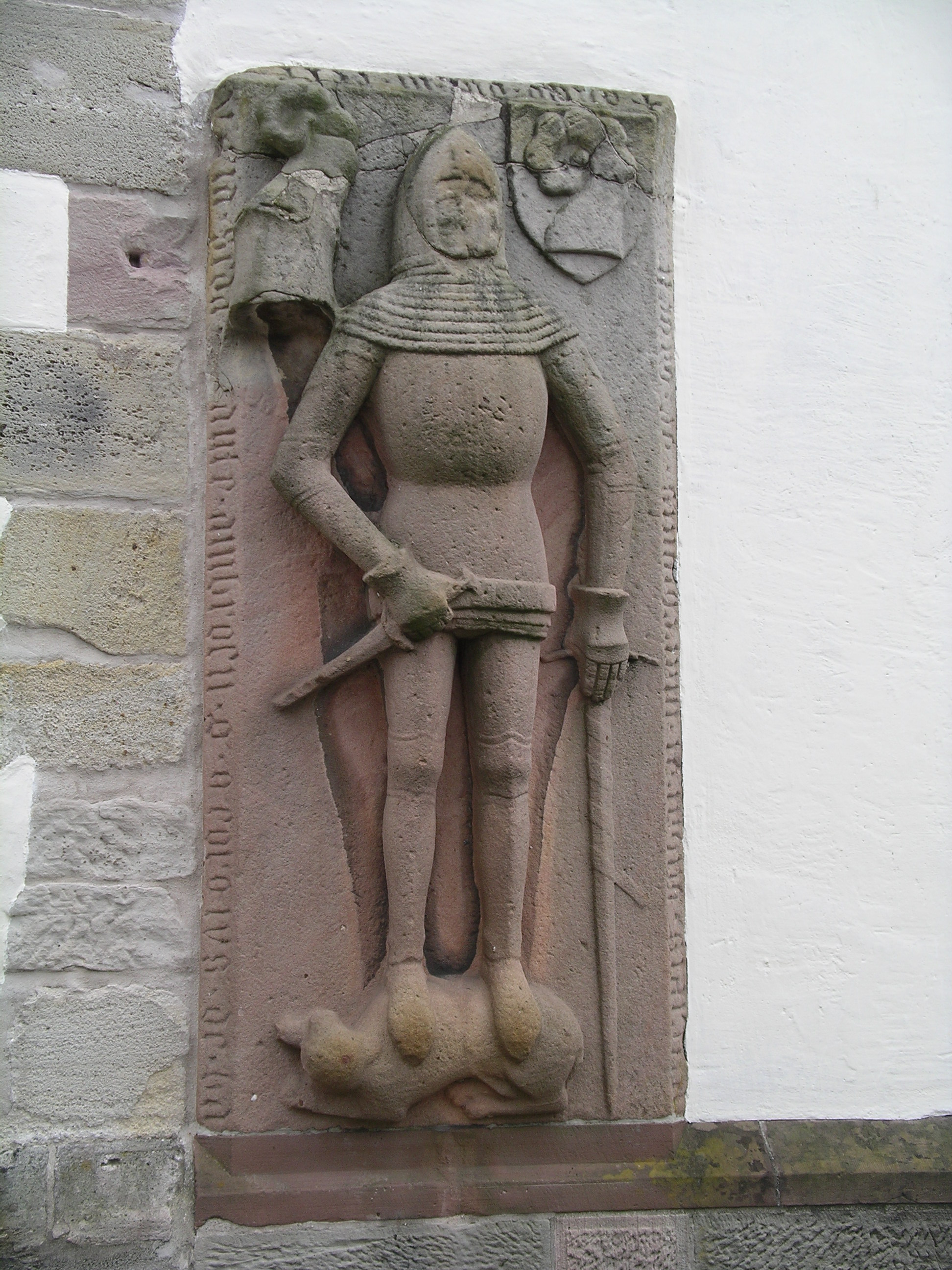
Grabplatte Georgs von Bach († 1415) an der Pfarrkirche St. Jakobus, Steinbach

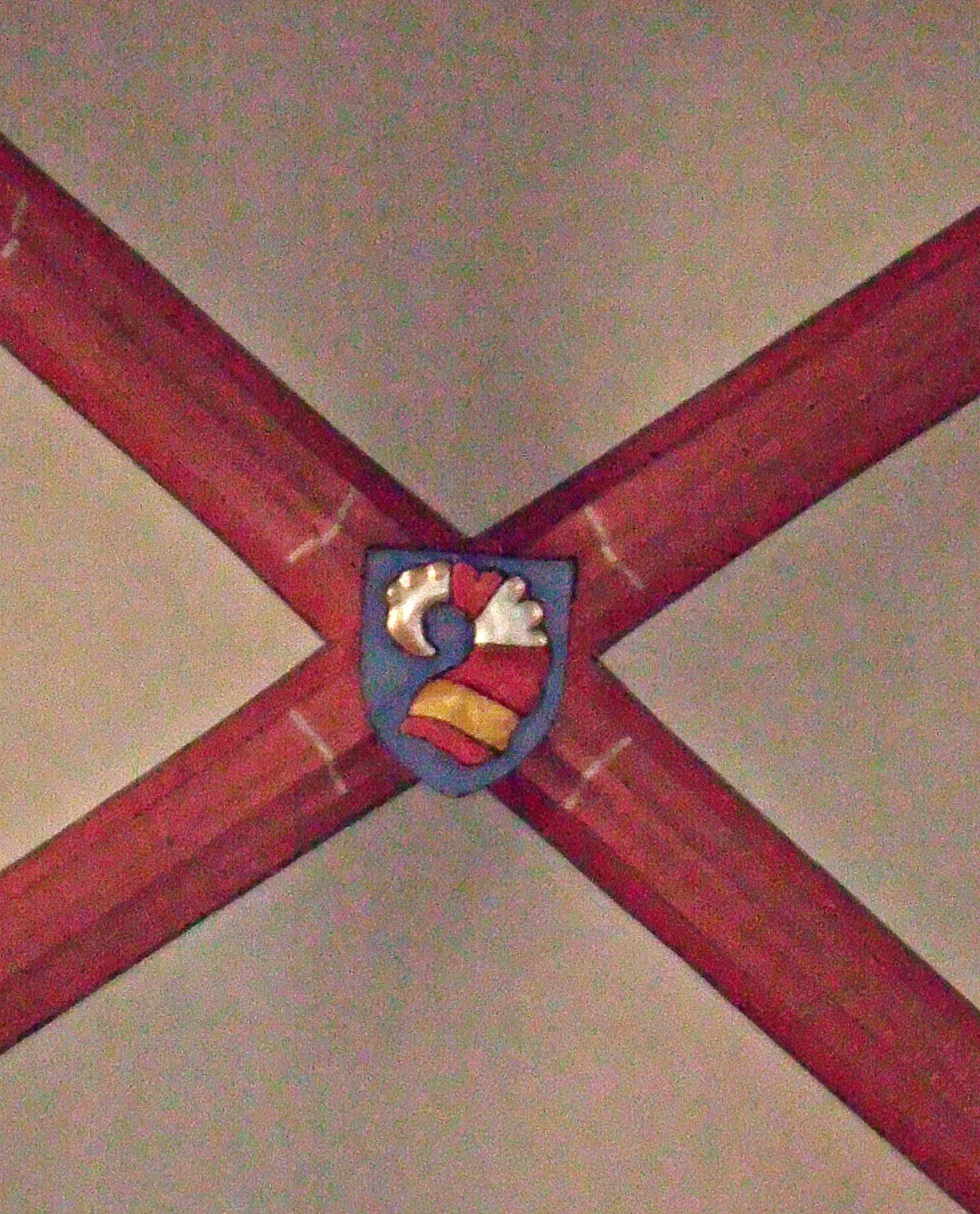
Gewölbeschlussstein mit Wappen „von Bach“, Pfarrkirche St. Ulrich Deidesheim

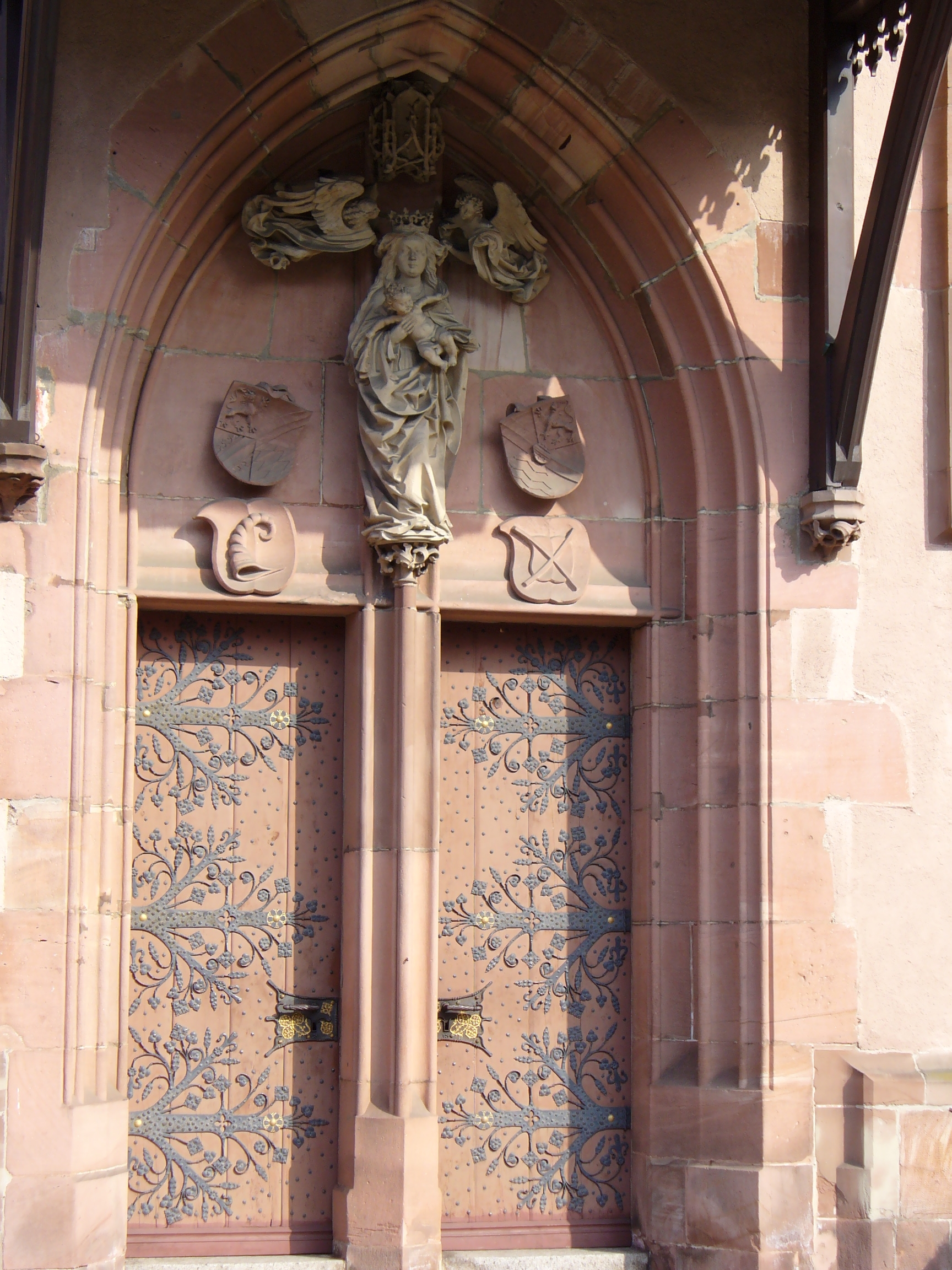
Wappen links unten am Hauptportal der Wallfahrtskirche Mariä Krönung in Lautenbach (Renchtal)

Die Herren von Bach waren ein deutsches Adelsgeschlecht, das sich nach dem (nicht mehr existenten) Wasserschloss Bach in Bühl, Ortsteil Bach, benannte.

## Familiengeschichte
Die Familie wird mit Berthold von Bach 1311 erstmals urkundlich erwähnt. Das namensgebende Stammschloss Bach im Bühler Stadtbezirk Neusatz verfiel nach dem Aussterben des Geschlechtes und wurde Ende des 18. Jahrhunderts abgetragen. An seiner Stelle befindet sich heute eine Schule, die in Erinnerung daran Bachschloßschule heißt (Bühl, Nelkenstr. 16). Letzter Rest davon ist ein ins 16. Jahrhundert datierbarer Wappenstein mit den Wappen von Bach und von Sickingen, der inzwischen im Restaurant der nahen Burg Alt-Windeck eingemauert wurde.
Die Herren von Bach waren Lehensleute der Pfälzer Kurfürsten, der Grafen von Eberstein, der Markgrafen von Baden, der Grafen von Württemberg und Grafen von Geroldseck, sowie der  Bischöfe von Straßburg und von Speyer. Ihre Hauptbesitztümer konzentrierten sich auf das Gebiet zwischen Baden-Baden und Offenburg.
Georg von Bach († 1415) war markgräflich badischer Hofmeister. Seine Grabplatte befindet sich an der St.-Jakobus-Kirche zu Steinbach, wo nach ihm die Ritter-von-Bach-Straße benannt ist. Sein Sohn Adam von Bach heiratete Guda von Weingarten, die der Familie auch Güter in ihrer pfälzischen Heimat zubrachte. Hauptsächlich handelte es sich hierbei um Besitz in Billigheim und Mühlhofen. 1420 erwarb er das vom Speyerer Bischof zu vergebende Burglehen Deidesheim. Adam von Bach starb 1452 und wurde in der Klosterkirche Lambrecht bestattet. Das Deidesheimer Burglehen ging erst an die Gattin, 1461 an den Sohn Georg von Bach über, der am 4. Juli 1497 verstarb. Die Tochter des vorgenannten Georg von Bach, Elisabeth von Bach, war 1488 Beschuldigte in einem Giftmord-Prozess, wurde jedoch freigesprochen, da sie trotz peinlicher Befragung kein Geständnis ablegte.
Dieser Georg von Bach ist von besonderer Bedeutung für Deidesheim, da er die dortige katholische Pfarrkirche St. Ulrich stiftete, welche zwischen 1462 und 1480 erbaut wurde. In einem Messverzeichnis aus dem 18. Jahrhundert werden er und seine Gattin Ursula von Stein († 1512) als Stifter des Gotteshauses bezeichnet. Entsprechend trägt der vorderste Gewölbeschlussstein des Langhauses das Familienwappen der Herren von Bach. Auch die Mutter scheint an der Stiftung beteiligt gewesen zu sein, denn der sich westlich anschließende Schlussstein zeigt ihr Familienwappen, der Herren von Weingarten. Bei Renovierungsarbeiten entdeckte man schließlich 1963 in der Ulrichskirche die bereits ziemlich abgetretene Grabplatte Georgs von Bach, auf der jedoch noch deutlich das Familienwappen zu erkennen ist und deren Inschrift darauf hinweist, dass er dort auch einen Altar zu Ehren der Hl. Dreifaltigkeit errichtet hatte. Heute ist sie an der äußeren Südwand der Kirche platziert. In Deidesheim wurde die Georg-von-Bach-Straße nach ihm benannt.
Bernhard von Bach, der Cousin des Deidesheimer Kirchenstifters, amtierte als kurpfälzer Hofmarschall, später als Ortenauer Landvogt der Kurpfalz in Ortenberg. Mit seinem Sohn Georg von Bach starb die Familie 1538 im Mannesstamm aus. Er war seit 1509 als kurpfälzischer Lehensträger Orts- und Schlossherr von Eichtersheim und wurde in der Heilig-Kreuz-Kirche (Offenburg) beigesetzt, wo sich sein Grabdenkmal erhalten hat.
Ein weiterer Georg von Bach war Johanniterritter und fiel 1565 bei der Belagerung von Malta. Er wurde im Johanniterorden als Märtyrer und Heiliger verehrt.

## Wappen
In blau ein vierfach in silber und rot gestücktes Bockhorn mit goldenem Aufschlag, zuweilen auch als Meerschnecke bezeichnet. Helmzier war ein Hut in gleicher Form und Farbe, die Helmdecken sind silber und rot.